# 贡山蒿
贡山蒿（学名：Artemisia gongshanensis）是菊科蒿属的植物，为中国的特有植物。分布于中国大陆的云南等地，生长于海拔3,500米至3,600米的地区，见于山脊与砾质坡地上，目前尚未由人工引种栽培。
其种加词“gongshanensis”意为“云南贡山的”。